# Odontomyia dissimilis
Odontomyia dissimilis är en tvåvingeart som först beskrevs av Luigi Bellardi 1859.  Odontomyia dissimilis ingår i släktet Odontomyia och familjen vapenflugor. Inga underarter finns listade i Catalogue of Life.